# Polybotrya canaliculata
Polybotrya canaliculata là một loài thực vật có mạch trong họ Dryopteridaceae. Loài này được Klotzsch miêu tả khoa học đầu tiên năm 1847.